# Sky Blues
Sky Blues är fotbollsklubben Gefle IF Fotbolls supporterklubb. Den bildades 2001 och har 100-150 medlemmar.